# Ferdinand Menge

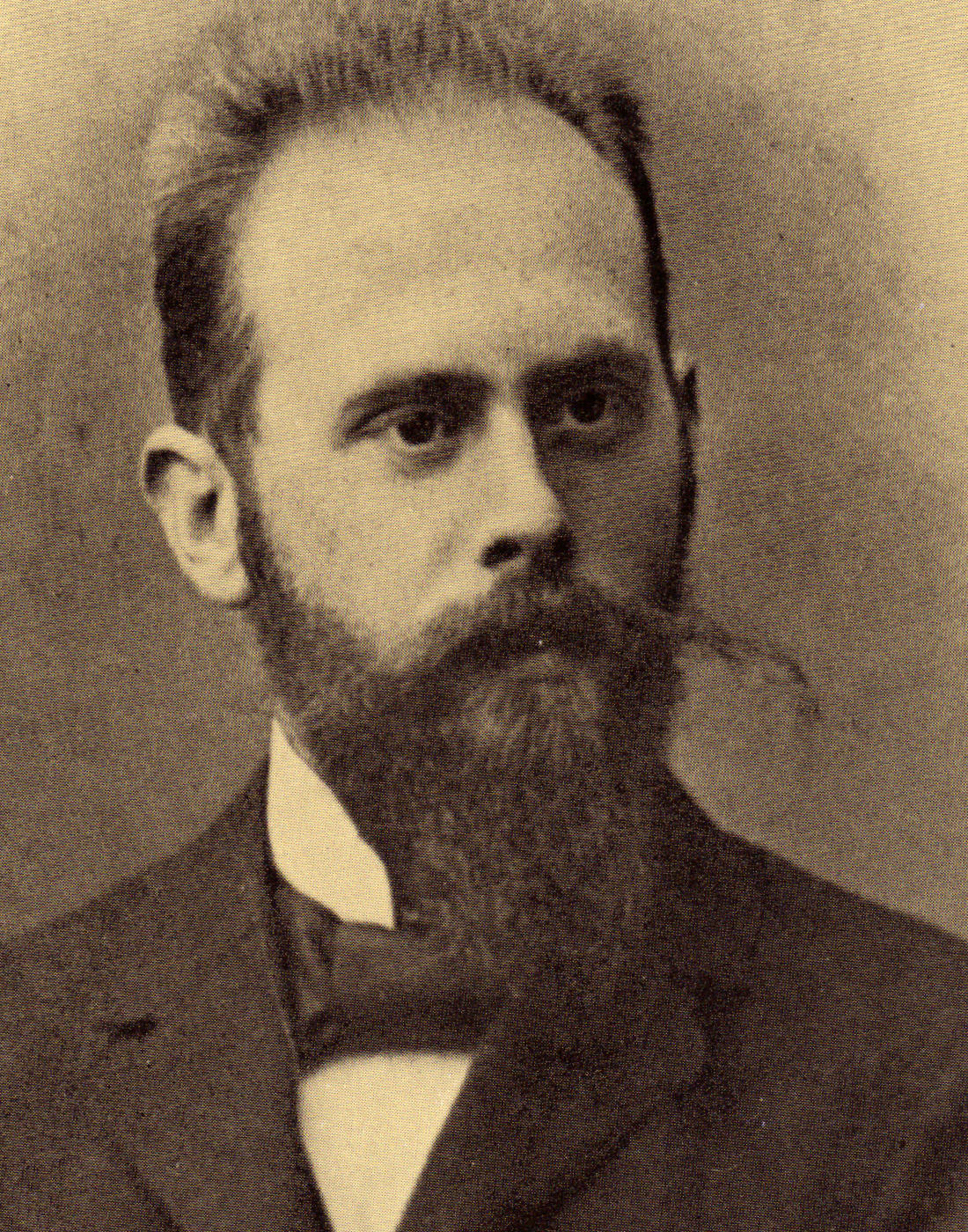
Ferdinand Menge

Ferdinand Menge (* 29. Oktober 1876 in Freienbessingen; † 28. Juli 1962 in Sondershausen) war ein deutscher Maler und Grafiker.

## Leben

### Kindheit und Ausbildung
Am 29. Oktober 1876 kam Ferdinand Menge als Sohn des Volksschullehrers Ferdinand Christoph Menge (1849–1877) und dessen Gattin Marie Menge (1863–1916), geb. Schönichen, in Freienbessingen, einem nordthürischen Dorf im Kyffhäuserkreis, zur Welt. Er war der Jüngste von 3 Brüdern und hatte noch 2 Halbbrüder, die aus der ersten Ehe seines Vaters hervorgegangen sind.
Seine Schulzeit verbrachte er von 1877 bis 1895 in Sondershausen, wo die Familie vier Jahre zuvor hingezogen ist, und besuchte die fürstliche Realschule. Schon hier zeichnete sich früh sein künstlerisches Talent ab.
Ab 1887 begann die künstlerische Förderung durch den Sondershäuser Maler und Zeichenlehrer Paul Stade, der ihn ab 1895 in einer zweijährigen künstlerischen Ausbildung unterwies. Daraufhin besuchte er eine private Kunstschule in Quedlinburg, 1898 bis 1899 wurde er Schüler bei Friedrich Fehr in München und zwischen 1899 und 1904 studierte er an der Königlichen Akademie der bildenden Künste in München bei Karl Raupp und Ludwig von Löfftz.
Seine „Wanderjahre“ unternahm er ab 1899 durch Oberbayern, Österreich, Norditalien und der Schweiz. 1904 hielt sich Menge zeitweilig in Leipzig auf. 1907 reiste er nach Norddeutschland.

### Sondershäuser Zeit
Schließlich kam er 1904 nach Sondershausen zurück und wirkte hier als freier Maler. Die Aufträge waren reichlich, sodass er sehr erfolgreich und angesehen wurde. Haupteinnahmequelle waren dabei Porträtaufträge von hochgestellten Persönlichkeiten Sondershausens und Umgebung. Weiterhin entstanden Plakat- und Glückwunschkartenentwürfe, Kalender- und Jahrbuchgestaltungen, Übermalung oder Kolorierung von Fotografien.
Im Ersten Weltkrieg wurde er als Soldat mit fast 40 Jahren eingezogen und diente an der Ostfront.
Nach dem Krieg knüpfte Menge an alte Erfolge an und bekam zahlreiche Aufträge, beispielsweise entwickelte er Entwürfe für das 1921 erschienene Sondershäuser Notgeld.
Mit der Weltwirtschaftskrise 1929 verschlechtere sich zunehmend die Auftragslage, sodass er in akute finanzielle und wirtschaftliche Schwierigkeiten geriet. So nahm er eine Anstellung am Sondershäuser Katasteramt an, gestaltete Fassaden und malte Firmenschilder.
Mit 59 erkrankte er an Lupus vulgaris, eine lokale Hauttuberkulose, wodurch sein Gesicht furchtbar entstellt wurde. Daraufhin zog er sich in die Isolation zurück und wurde noch scheuer. Trotzdem endete damit nicht sein künstlerisches Schaffen. 1945 wurde er in das kirchliche Altenpflegeheim „Stift“ in Sondershausen aufgenommen, da er pflege- und hilfsbedürftig geworden war.
Am 28. Juli 1962 ist Menge in Sondershausen verstorben.

## Ausstellungen
Sondershausen (1962, 1976/77) u. a.

## Arbeitsgebiete
Malerei (Öl und Tempera), Aquarell, Gouache, Pastell, Handzeichnung, Radierung

## Stil
Er griff die holländische Malerei des 17. Jahrhunderts, die Spätromantik, den Biedermeier und den malerischen Realismus des 19. Jahrhunderts auf, vorwiegend kann man seinen Stil auch als Heimatkunst bezeichnen.
Meist waren seine Bilder farbenfreudig, zutiefst lebensbejahend.
Porträts wirken sehr belebt und sind charakterwiderspiegelnd. Auf Landschaftsarbeiten sind die Figuren oft nicht voll durchmodelliert, physiognomisch nicht ausgedeutet und häufig klein und schemenhaft an den Bildrändern angeordnet.

## Motive
Landschaften, Architekturbilder und Genredarstellungen sind Menges Hauptmotive. Provinzielle Bildthemen, wie sein regionaler Lebensraum, insbesondere Sondershausen, Stockhausen und Umgebung prägen sein Werk. Berge, die Wälder, deren Stille, Unberührtheit, majestätische Schönheit der Alpen bewegten ihn ebenso.